# Forever King
Forever King è un mixtape del rapper statunitense 50 Cent, pubblicato nel 2009.
Il disco è dedicato alla morte di Michael Jackson.

## Tracce
1. I'm Paranoid – 3:24
2. Respect It or Check It – 4:43
3. Suicide Watch – 3:41
4. Things We Do – 3:08
5. Get The Money – 5:01
6. Funny How Time Flies – 3:52
7. If U Leaving, Then Leave... – 5:13
8. Dreaming – 4:38
9. Michael Jackson Freestyle – 2:29
10. London Girl Pt 2 – 2:47
11. Touch Me – 3:49
12. Put That Work In – 1:48